# Euplectes aureus
Euplectes aureus е вид птица от семейство Ploceidae.

## Разпространение
Видът е разпространен в Ангола.